# Aulnay, Charente-Maritime
Aulnay, commonly referred to as Aulnay-de-Saintonge, là một xã trong tỉnh Charente-Maritime Charente-Maritime trong vùng Nouvelle-Aquitaine, tây nam nước Pháp. Xã Aulnay, Charente-Maritime nằm ở khu vực có độ cao trung bình 54 mét trên mực nước biển.